# Ulrich Hackenberg

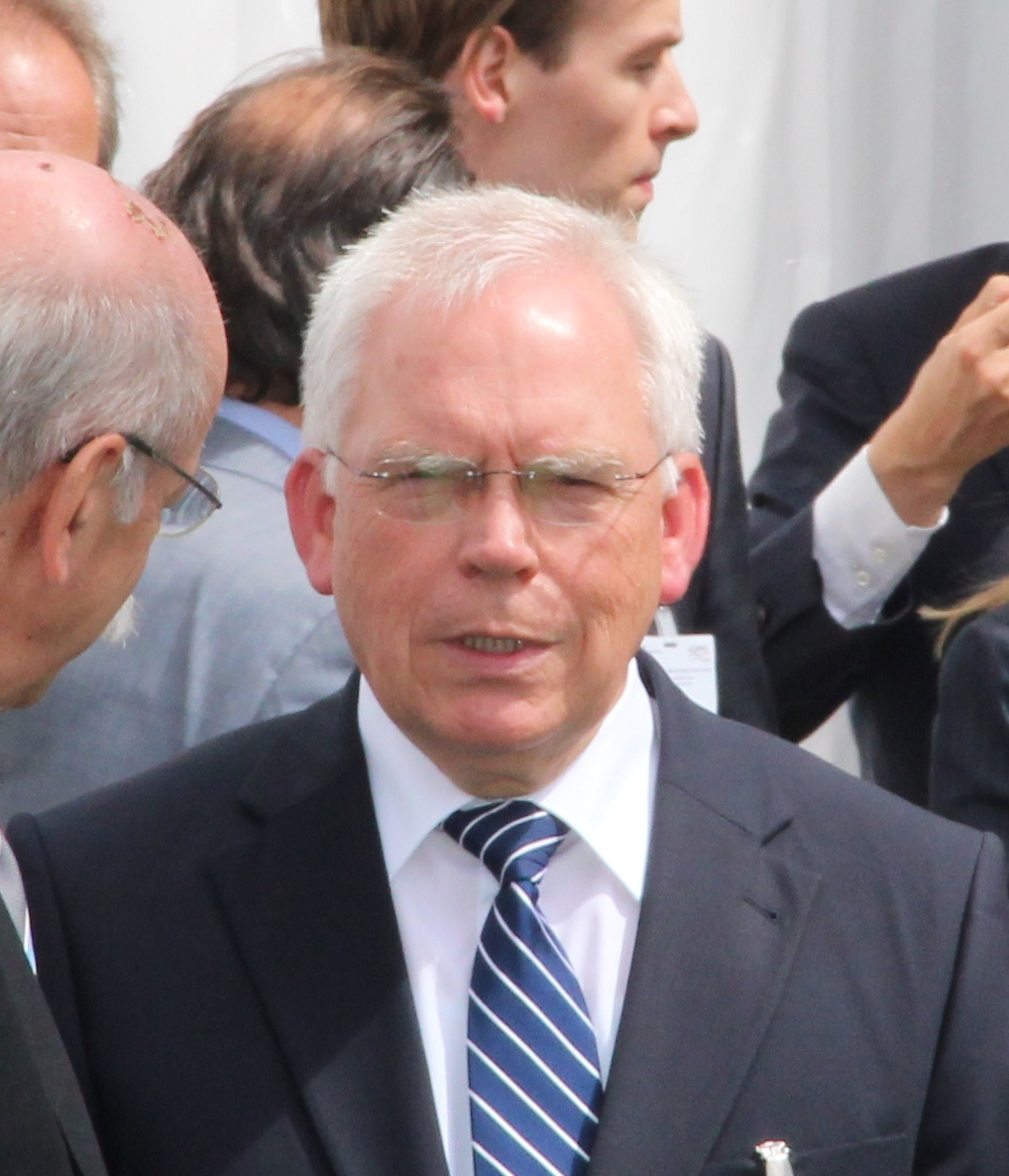
Ulrich Hackenberg (2013)

Ulrich Hackenberg (* 12. Mai 1950 in Herne) ist ein deutscher Manager und war bis Dezember 2015 Vorstandsmitglied der Audi AG.

## Leben
In seiner Jugend besuchte Ulrich Hackenberg mit Hilfe eines Begabtenstipendiums die private Internatsschule Landschulheim Schloss Heessen, an der er auch sein Abitur erlangte. Hackenberg studierte Maschinenbau im Fachbereich Fahrzeugtechnik an der RWTH Aachen, wo er 1984 am Institut für Kraftfahrzeuge promovierte.

## Wirken
Hackenberg begann seine Automobillaufbahn bei der Audi AG und wurde Leiter der Hauptgruppe Fahrzeugmechanik. 1989 übernahm er die Leitung der Konzeptdefinition und später die technische Projektleitung der gesamten Produktpalette. 1998 wechselte er zur Volkswagen AG. Dort leitete er den Bereich Aufbauentwicklung und die Pkw-Konzeptentwicklung. Zusätzlich war er in der Technischen Entwicklung bei Rolls Royce Bentley Motor Cars Ltd. tätig, wo er die Neustrukturierung der Entwicklungsabteilung vornahm. 2002 kehrte Hackenberg zur Audi AG zurück, wo er unter anderem die Leitung der Sparte Konzeptentwicklung, Entwicklung Aufbau, Elektrik/Elektronik übernahm und dort den Modularen Längsbaukasten entwickelte.
Als am 1. Januar 2007 Martin Winterkorn Vorstandsvorsitzender der Volkswagen AG wurde, nahm er unter anderen Führungskräften auch Hackenberg mit nach Wolfsburg. Er wurde dort Mitglied des Markenvorstands Volkswagen für den Geschäftsbereich Entwicklung.
Am 1. Juli 2013 wurde Hackenberg Entwicklungschef bei Audi und löste Wolfgang Dürheimer ab.
Aufgrund des VW-Abgasskandals ist Hackenberg im September 2015 beurlaubt worden. In den Befragungen der VW-Konzernrevision wurden Vorwürfe gegen ihn als damaligen Entwicklungschef erhoben und am 3. Dezember 2015 schied er aus dem Audi-Vorstand aus.
Ende 2016 ist Hackenberg in den Aufsichtsrat des finnischen Auftragsfertigers Valmet Automotive berufen worden.

## Ehrungen
- LEADER Award 2010 von Automotive News aufgrund seiner nachhaltigen Technologien und Produkte
- Eurostars, eine Auszeichnung der Automotive News Europe
- Goldenen Dieselring 2014 des Verbandes der Motorjournalisten

## Trivia
Hackenberg tritt zurückhaltend und betont unauffällig auf. Er galt jedoch als einer der Strategen bei Volkswagen, die das Feld bereiteten, um Toyota zu übertreffen. „Unser Ziel ist es, der innovationsreichste Volumenhersteller auf dem Weltmarkt zu sein. Hinzu kommt unser Qualitätsanspruch gepaart mit der Wertigkeit der Produkte“, definierte er die Strategie 2018 des Volkswagen-Konzerns.